# Shamrock Photoplay Corporation
Shamrock Photoplay Corporation foi uma companhia cinematográfica estadunidense da era do cinema mudo, que atuou entre 1917 e 1923.

## Histórico
O escritor, ator, cineasta e produtor Patrick Sylvester McGeeney organizou, em 2 de setembro de 1915, a Lone Star Company, em San Antonio, Texas. A companhia foi abandonada por um tempo e, em maio de 1917, foi reorganizada sob o nome Shamrock Photoplay Corporation. A produção da companhia pode ter cessado em 1923.
Entre os seus vários filmes, a Shamrock foi co-responsável pela produção do seriado em 15 capítulos The Masked Rider, ao lado da William Steiner Productions e distribuído pela Arrow Film Corporation, em 1919.

## Filmografia parcial
- The Tenderfoot (1919), co-produção com Jester Comedy Company.
- In the Wild West (1919), co-produção com Jester Comedy Company.
- A Mexican Mix-Up (1919), co-produção com Jester Comedy Company.
- The Masked Rider (seriado, 1919)
- Little Miss Bluebonnet (1922)[4]
- Perils of the West (1922), produção da Shamrock Photoplays, distribuição pela Primrose Pictures Corporation.[5]
- The Germ (1923)[6]

## ligações externas
- Shamrock Photoplay Corporation no IMDB